# Ą
Ą, in minuscolo ą, è una lettera utilizzata in numerosi alfabeti tra i quali quello polacco, casciubo e lituano. Di solito indica un suono nasale.
Deriva dalla lettera A dell'alfabeto latino con l'aggiunta del segno diacritico chiamato codetta.
In polacco non compare mai ad inizio di parola.
La lettera viene anche utilizzata negli alfabeti di lingue dei nativi americani come creek, navajo e mescaleros.